# Reciclagem de papel

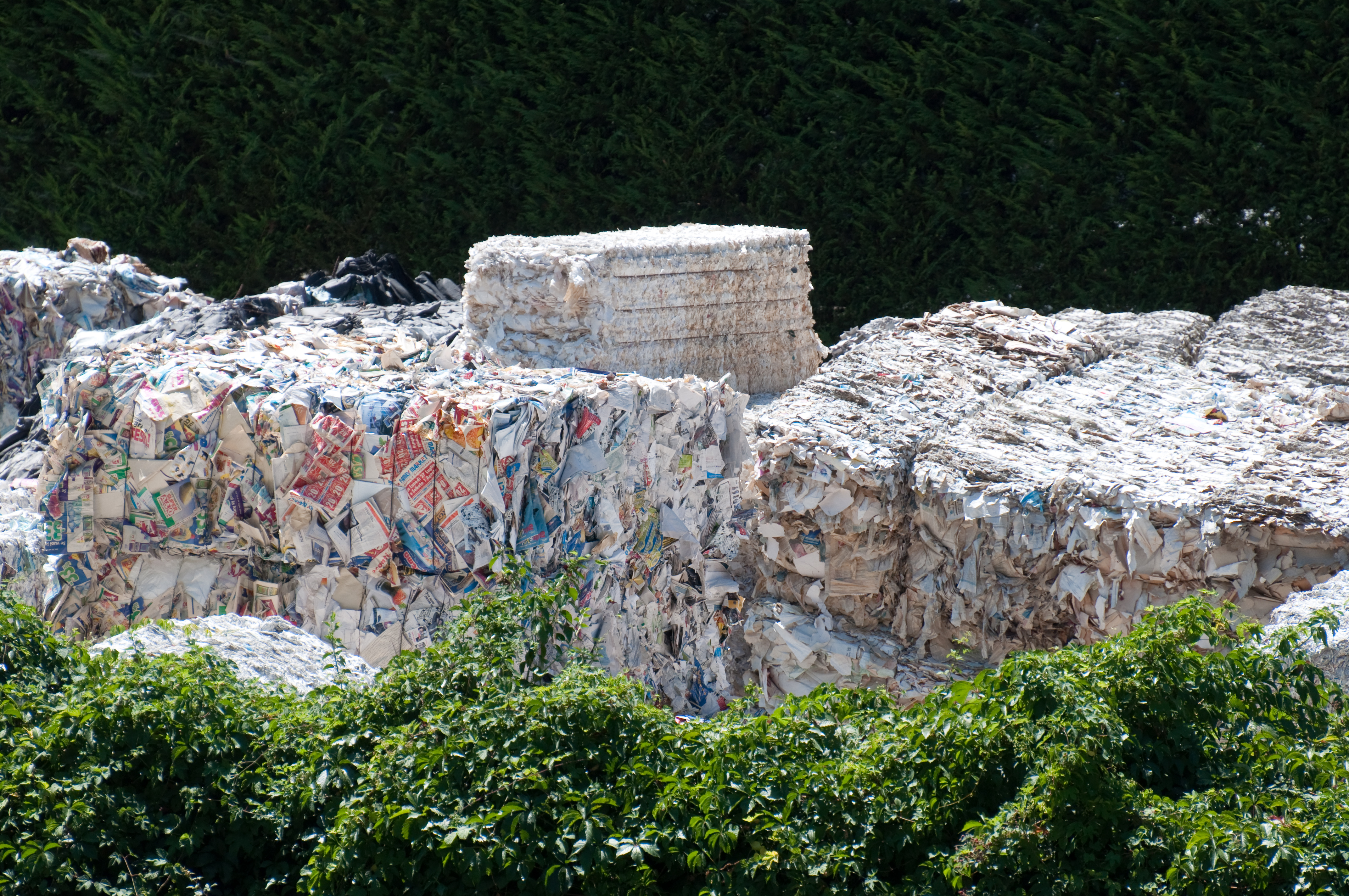
Pilha de papel para reciclagem em Ponte a Serraglio, Itália.

A reciclagem de papel é o reaproveitamento do papel não-funcional para produzir papel reciclado.
A reciclagem de papéis velhos visa o aproveitamento de fibras celulósicas dos papéis e cartões usados para a produção de papéis novos. É um importante fator de ordem econômica e social, pela sua contribuição para a conservação de recursos naturais e energéticos e para a proteção do ambiente, sendo a forma mais adequada da redução de deposição dos Resíduos em Aterro.
Pode ainda surgir como uma solução para o aumento de produção de uma fábrica integrada cuja capacidade de produção de papel supera a de produção de pasta. Ao contrário do que muitos pensam, o papel reciclado é já uma realidade na vida de todos nós. São muitos os produtos que diariamente se consumem onde as fibras de papel/cartão recuperadas e recicladas estão presentes.

## Processo de Reciclagem
Depois de devidamente separado e colocado nos devidos contentores, o papel usado inicia uma nova fase da sua vida que culminará numa nova utilização. As fibras originadas pela recuperação dos papéis velhos são usadas na fabricação de papel novo, em conjunto com fibras virgens (provenientes da pasta de papel). Este papel é, necessariamente, diferente do papel constituído apenas de fibras virgens, mas nem por isso deixa de ser abundantemente utilizado. Na realidade, e com exceção do papel utilizado por algumas indústrias com níveis de exigência de qualidade especiais, a esmagadora maioria do papel que usamos quotidianamente tem na sua constituição grande percentagem de fibras recuperadas, o papel de jornal, por exemplo, tem cerca de 80% de fibras recuperadas. Das embalagens de detergente às caixas de sapatos, passando pelo papel de embrulho e pelas caixas de comida, são vários os produtos que consumimos que são feitos a partir de papéis usados. 
A reciclagem começa pela separação doméstica das embalagens usadas. As fibras de papel/cartão podem ser recicladas, em média, até cinco vezes. Com base na quantidade de fibra virgem utilizada e na qualidade final do produto, o papel recolhido para reciclagem é classificado em 57 categorias diferentes, agrupadas em cinco grupos de acordo com a norma europeia EN 643:
- Grupo 1: Qualidades Corrente
- Grupo 2: Qualidades Médias
- Grupo 3: Qualidades Elevadas
- Grupo 4: Qualidades Kraft
- Grupo 5: Qualidades Especiais

Os arames que acompanham os fardos de papel são removidos nesta operação, arrastando os materiais estranhos de maiores dimensões. 
Esta pasta é submetida a um processo de refinação – onde é conferida a resistência e a qualidade necessárias ao papel – e a um processo de crivagem e depuração – pelo qual são retirados os materiais contaminantes.
Na crivagem, separam-se as partículas cuja dimensão é superior à das fibras. A depuração consiste na eliminação das partículas pesadas e leves, podendo recorrer-se por exemplo à utilização de depuradores centrífugos. Finalmente, a pasta de papel é sujeita a uma operação de secagem.